# Hromgla
Qalʿat ar-Rum (en árabe: Qalʿat ar-Rūm‎, lit. 'fortaleza de Rum'; en turco: 'Rumkale'; en armenio: Հռոմկլայ, hromklaj, Hromgla; Claia o Glaia en las fuentes eclesiásticas latinas, literalmente: «castillo de los romanos», es decir bizantino, o Ranculat para los cruzados) fue una fortificación a orillas del río Éufrates, a 50 kilómetros al nordeste de las ciudades de Gaziantep y de Sanliurfa al este, en Turquía. Utilizado Está ubicado en la confluencia del Éufrates con el río Merzumen.

## Historia
Su posición estratégica ya era conocida por los asirios, aunque la estructura actual es esencialmente de origen helenístico y romano. El edificio más antiguo construido no puede fecharse, pero el nombre sugiere un antecesor romano o, más probablemente, bizantino (románico). Las estructuras más antiguas que se conservan datan de principios del siglo XII. Se llevaron a cabo importantes renovaciones durante el dominio mameluco y otomano . 

### Sede de los catholicos de la Iglesia Armenia
La fortificación fue conquistada durante la primera cruzada e integrada en el condado de Edesa, y hacia 1150, el Catholicós de Armenia Gregorio III Pahlavuni inició la mudanza a la fortaleza por invitación de Beatriz de Saone, esposa de Joscelino II de Edesa. Desde alrededor de 1150 a 1292, fue a fortaleza casi inexpugnable a los ataques de los enemigos. 
En 1179 se reunió un consejo sobre la cuestión de la unión de las iglesias armenia y bizantina. Los participantes también incluyeron a los católicos de los albaneses caucásicos y obispos del este de Armenia (Gran Armenia), pero no a los jefes antisindicales de los importantes monasterios armenios del norte de Haghpat y Sanahin . 
El patriarca de la Iglesia Ortodoxa Siria del cercano monasterio de Barsauma era un invitado frecuente . El patriarca sirio Ignacio III David (1222-1252) hizo que se transfiriera toda la biblioteca de ese monasterio a la fortaleza, incluidos los manuscritos originales del patriarca Miguel I d. Talla († 1199). Ignacio David murió en la fortaleza después de varios años y fue enterrado allí en 1252. 

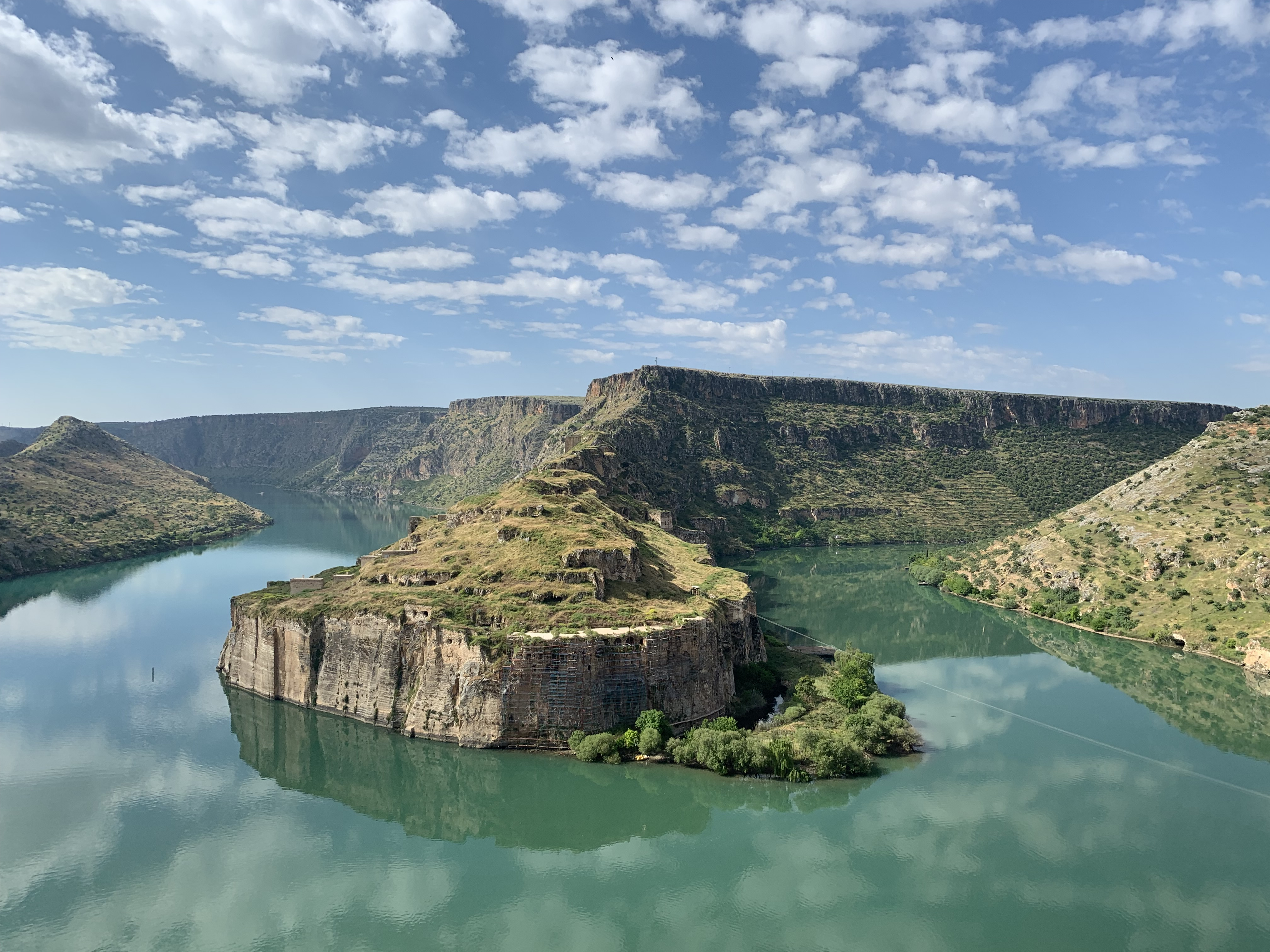
Imagen de los restos de la fortaleza en la desembocadura del Merziman en el Éufrates.

El famoso iluminador de manuscritos Toros Roslin fue el director del scriptorium del lugar y uno de los representantes más importantes alrededor del 1256 a 1268. Integrada en el reino armenio de Cilicia alrededor de 1258.

### Bajo el Islam
El 28 de junio de 1292, el castillo fue conquistado por los mamelucos islámicos bajo el mando del sultán Jalil después de un largo asedio. Después de Haitón de Córico , los conquistadores capturaron a Catholicos Stepanos IV , obispos, vardapets , sacerdotes y muchos cristianos, saquearon los tesoros de la iglesia y entregaron el palacio del obispo, las iglesias del castillo a antiguos apóstatas cristianos. Stepanos IV fue expulsado a Egipto, donde murió en 1293, después de un año de cautiverio. 
La fortaleza fronteriza bajo los mamelucos continúo siendo importante, de tal forma que se amplió. La catedral de los Catholicos se convirtió en mezquita y se creó un bazar. 
Con las últimas reformas de período del Imperio otomano, la fortaleza volci+ sirvió como prisión y más tarde, una propiedad privada. Durante este tiempo, una iglesia en el norte fue sustuito por un palacio. En 1832 fue mejorado por Ibrahim bajá y desde entonces se abandonó. A mediados del siglo XIX se derrumbó parte de la mampostería de la mezquita. 
Las partes bajas del complejo desaparecieron a finales del siglo XX con la construcción del embalse de Birecik, lo que hace que el castillo sea prácticamente inaccesible para los visitantes. La fortaleza, actualmente en ruinas, es accesible únicamente por barco desde la cercana ciudad de Halfeti.